# Знакът на четиримата
„Знакът на четиримата“ (на английски: The Sign of the Four) е вторият роман на Артър Конан Дойл за известния детектив Шерлок Холмс. Романът е публикуван през 1890 година.

## Сюжет
Внимание:  Текстът по-долу разкрива сюжета на произведението (или части от него)!
Към Шерлок Холмс за помощ се обръща госпожица Мери Морстън. Тя иска да разбере мистериозната верига от събития, които са започнали отдавна и продължават до наши дни.
Преди 10 години в Лондон в отпуск е дошъл баща ѝ; капитан Морстън. Той е работил в охраната на затвора за каторжници, който се намира на Андаманските острови. Когато Мери е отишла в хотела, се оказва, че нейният баща е излязъл някъде привечер, и повече никой не го е видял. Полицията не е могла да издири капитан Морстън, а и неговият приятел, майор Шолто, който е живял в Англия, също не е могъл да помогне на разследването.
Четири години след изчезването на Морстън някой неизвестен обявява във вестник, че е намерил адреса на Мери. Скоро тя започва да получава прекрасни перли, по една перла всяка година. Госпожица Морстън е получила писмо, с което е поканена на среща, придружена от двама приятели. Холмс и Уотсън ѝ предлагат да я съпроводят.
По пътя към мястото на срещата Мери показва на Холмс странен документ, открит в хотелската стая, където е бил отседнал капитан Морстън, преди да изчезне. Това е план на някаква крепост, на който е написано „Знакът на четиримата“ и четири имена: Джонатан Смол, Махамед Сингх, Абдула Хан и Дост Акбар.
Човекът, който е определил среща на госпожица Морстън, се оказва Тадеус Шолто, един от двамата сина на майор Шолто. Г-н Шолто разказва важни детайли от тази оплетена история...
След завръщането си от Андаманските острови, баща му, майор Шолто, е имал много неспокоен живот. Той е превърнал къщата си в истинска защитена крепост, и освен това се е боял до смърт от човек с дървен крак. Веднъж дори майорът е стрелял по еднокрак мъж, който се е оказал мирен търговец. Но когато Шолто-старши получава кратко писмо от Индия, е поразен от мозъчен удар.
Малко преди смъртта си майор Шолто казва на синовете си, че той и неговият приятел, капитан Морстън, са станали собственици на огромно богатство. Но когато Морстън е дошъл при Шолто за своята част от съкровището, приятелите са се скарали. По време на разпрата Морстън е починал от сърдечен удар в кабинета на Шолто, и майорът, с помощта на слугите си, тайно го е погребал. Поради това нито госпожица Мери, нито полицията, са намерили изчезналия Морстън. Умиращият Шолто е искал да каже на синовете си мястото, където е съкровището, но изведнъж вижда в прозореца грубо, брадясало и много загоряло лице на някакъв мъж. Майорът диво изкрещява от страх и умира, без да успее да каже нещо.
Осъзнавайки колко несправедливо майорът е постъпил с дъщерята на приятеля си, Тадеус Шолто решава анонимно да ѝ помогне. Той е бил този, който е изпращал на Мери перли, за да може да ги продаде и да не живее в бедност. След смъртта на майор Шолто синовете му няколко години търсят съкровището. Първоначално те са претърсили цялата градина, а след това са започнали да изследват всеки сантиметър от дома си. Скоро братята намират замаскирана мансарда, в средата на която има ковчеже, пълно със скъпоценни камъни. Предварителните сметки показват, че стойността на това съкровище представлява огромна сума, не по-малка от 500 000 британски лири.
Тадеус Шолто предлага на Мери Морстън да отидат при брат му Бартоломю, и да опитат честно да разделят намереното съкровище. Но когато те пристигат в къщата, оказва се, че Бартоломю Шолто седи мъртъв в кресло в заключена отвътре стая, а ковчежето с ценностите е изчезнало. Холмс веднага започва разследване. Той установява, че е имало двама престъпници. Един се е изкачил през покрива и таванското помещение и е убил Бартоломю Шолто с отровна стреличка в областта на шията. А след това в стаята по въже е влязъл главният престъпник – човек с дървен крак на име Джонатан Смол. Пристигналият на местопроизшествието полицейски инспектор Атълни Джоунс не вярва на заключенията на Холмс. Инспекторът обвинява Тадеус Шолто за убийството на брат му и го арестува.
Холмс забелязва, че единият от престъпниците е бил изцапал краката си с катран. С помощта на специално обучени кучета Холмс и Уотсън се опитват да проследят престъпниците, но кучето ги води само до кей на брега на река Темза. Разпитвайки една намираща се наблизо жена, Холмс открива, че наистина е имало човек с дървен крак. Той наел парния катер на съпруга на жената и е тръгнал нанякъде.
Връщайки се на Бейкър Стрийт, Холмс предлага Уотсън да установят кой е съучастникът на Джонатан Смол. Съпоставяйки фактите (по-специално – малка следа от бос крак и стрелба с отровни стрелички) Холмс посочва, че съучастникът на Смол е абориген от Андаманските острови.
Холмс започва да търси парния катер „Зора“, с който са избягали престъпниците. Малка група от бездомни момчета, които понякога помагат на Холмс, се впускат из всички кейове на река Темза в района на Лондон, но катерът го няма никъде.
Уотсън посещава госпожица Мери Морстън и ѝ разказва подробности от разследването, което води Холмс. Уотсън чувства, че е много влюбен в Мери, но не ѝ казва за това. Той разбира, че когато намерят съкровището, госпожица Морстън ще се превърне в една от най-богатите девойки в Англия. И едва ли Мери ще иска да се омъжи за него, скромния пенсиониран лекар.
Междувременно полицейското разследване се проваля напълно. Тадеус Шолто доказва своята невинност, и инспектор Джоунс е принуден да потърси помощ от Холмс. A Шерлок Холмс все пак успява да разгадае къде се крие катерът на Смол. Холмс предполага, че „Зора“ се намира в един от доковете за ремонт и скоро Холмс го намира.
Холмс предлага на Джоунс засада на реката, близо до доковете, където се намира „Зора“. Полицейският катер започва да преследва кораба с престъпниците, и Холмс и Уотсън виждат на палубата Смол и неговия помощник, който наистина се оказва много дребен дивак. Дивакът „стреля“ със своята тръба в посока на полицейския кораб, а в отговор Холмс и Уотсън го убиват с изстрели от револверите си. Акостирайки на брега, Смол се опитва да избяга, но затъва в блатото, и е арестуван от полицията.
Уотсън моли инспектор Джоунс да му даде възможност лично да предаде ковчежето със съкровището на госпожица Морстън. Но когато пристига при Мери, Уотсън отваря сандъчето и открива, че скъпоценностите са изчезнали. Осъзнавайки, че сега между него и Мери няма пречка под формата на огромно богатство, Уотсън предлага на госпожица Морстън да се омъжи за него. И Мери с радост приема.
Уотсън се връща на Бейкър Стрийт, където го очакват Холмс заедно с арестувания Смол, и им казва за липсващото съкровище. Смол се смее злорадо и признава, че е хвърлил всички скъпоценности в Темза, за да не попаднат в децата на капитан Морстън и майор Шолто. Холмс е категоричен, че Смол не е убил Бартоломю Шолто и предлага на престъпника честно да разкаже всичко.
...Преди много години Смол е служил в Индия, но не след дълго е освободен от армията заради инвалидност (крокодил е отхапал крака му, докато е плувал в реката). По време на поредния бунт срещу британското правителство той се оказва в крепостта в град Агра. Двама подчинени нему индуски войници му предлагат да убият и оберат богат пратеник на раджата, някой си търговец Ахмед. Този търговец, който е придружаван от брата на единия от индийците, иска да се скрие в крепостта ковчеже, в което има много скъпоценни камъни, принадлежащи на раджата. Смол и съучастниците му са убили търговеца, взели са и са скрили съкровището, но друг служител на раджата ги е проследил и е съобщил за престъплението. Тримата индуси и Смол са осъдени на доживотна каторга и са изпратени на Андаманските острови.
След няколко години лишаване от свобода Смол решава да потърси помощ от майор Шолто и неговият приятел, капитан Морстън. Той им обещава да им даде част от съкровището, но в замяна офицерите трябва да помогнат на Смол и съучастниците му да избягат от Андаманските острови. Смол е нарисувал план, къде е било скрито съкровището, и го е подписал със „Знака на четиримата“.
Шолто и Морстън са измамили Смол. Майорът е взел ковчежето и е заминал в Англия, а след известно време и капитан Морстън също напуска Андаманските острови. В своята безкрайна ярост от това предателство Смол се заклева да им отмъсти.
Случайно помагайки на един от местните аборигени на име Тонга, Смол се сприятелява с него. Смол успява да избяга: той разбива главата на пазача със своя дървен крак и с помощта на лодката на Тонга отплават. След като се оказва в Англия, Смол се опитва да влезе в стаята, където умира Шолто. Но майорът, като вижда лицето на човека, който някога е предал, е починал от уплаха.
Когато Смол научва, че синовете на Шолто са намерили съкровището, той решава да ги ограби. Тонга влиза в стаята през покрива, убива Бартоломю Шолто с отровна стрела и пуска въже през прозореца, по което е влязъл Смол. Скривайки се с катера „Зора“, Смол е планирал да достигне до голям параход и да отплава за Бразилия.
След това признание полицията отвежда Смол, а Уотсън казва Холмс, че е решил да се ожени за Мери Морстън, и че най-вероятно Уотсън скоро ще напусне апартамента на Бейкър Стрийт. В отговор Холмс казва, че може само да се подчини на тези обстоятелства. Приятелите си казват сбогом...
| „ | – Подялбата ми се вижда малко несправедлива – подхвърлих аз. – Вие свършихте всичката работа. Благодарение на това аз се сдобивам със съпруга, Джоунс се кичи със слава, а какво остава за вас? – За мене все още остава кокаинът – каза Шерлок Холмс. И протегна дългата си бяла ръка към флакона. | “ |

## Адаптации
| Година | Наименование на филма                                              | Страна         | Режисьор                   | Холмс              | Уотсън          |
| 1913   | Sherlock Holmes Solves the Sign of the Four                        | САЩ            | Лойд Лонерган              | Хари Бенъм         | Чарлз Гън       |
| 1923   | The Sign of Four                                                   | Великобритания | Морис Елвей                | Ейли Норууд        | Артър Кулин     |
| 1932   | The Sign of Four                                                   | Великобритания | Греъм Кътс                 | Артър Уонтър       | Йън Хънтър      |
| 1968   | The Sign of Four                                                   | Великобритания | Уилям Стърлинг             | Питър Кушинг       | Найджъл Сток    |
| 1974   | Das Zeichen der Vier (Le signe des quatre)                         | Франция/ФРГ    | Джийн-Пиер Декур           | Ролф Бекер         | Роже Люмон      |
| 1983   | The Sign of Four                                                   | Великобритания | Дезмънд Дейвис             | Йън Ричардсън      | Дейвид Хийли    |
| 1983   | Sherlock Holmes and the Sign of Four (анимация)                    | Австралия      | Йън Макензи, Алекс Никълъс | Питър О'Тул (глас) | Ърл Крос (глас) |
| 1983   | Приключенията на Шерлок Холмс и Доктор Уотсън: Съкровището на Агра | СССР           | Игор Маслеников            | Василий Ливанов    | Виталий Соломин |
| 1987   | The Sign of Four                                                   | Великобритания | Питър Хамънд               | Джеръми Брет       | Едуард Хардуик  |
| 1991   | The Crucifer of Blood                                              | САЩ            | Фрейзър Кларк Хестън       | Чарлтън Хестън     | Ричард Джонсън  |
| 2001   | The Sign of Four                                                   | Канада         | Родни Гибънс               | Мат Фрауър         | Кенет Уелш      |
| 2005   | Neekkam                                                            | Индия          | Бижу Висванат              | неизвестен         | неизвестен      |
| 2013   | The Sign of Three (епизод от сериала „Шерлок“)                     | Великобритания | Колм Маккарти              | Бенедикт Къмбърбач | Мартин Фрийман  |
| 2013   | Камень, ножницы, бумага (епизод от ТВ сериал)                      | Русия          | Андрей Кавун               | Игор Петренко      | Андрей Панин    |